# 土观·洛桑却吉尼玛
土观·洛桑却吉尼玛（藏語：ཐུའུ་བཀྭན་བློ་བཟང་ཆོས་ཀྱི་ཉི་མ།，威利转写：thu'u bkyan blo bzang chos kyi nyi ma，1737年—1802年）藏族，甘肃天祝人。第三世土观活佛。

## 生平
洛桑却吉尼玛六岁时被认定为青海佑宁寺第二世土观活佛的转世童，迎到佑宁寺坐床。19岁（1755年）时前往西藏学法，进入拉萨哲蚌寺郭莽扎仓，以第二世嘉木样为师。1763年回到青海出任佑宁寺第三十六任法台。同年奉诏进京，在乾隆帝身边任掌印喇嘛、御前常待禅师。回青海后，于1789年至1793年间任塔尔寺法台。晚年隐居佑宁寺。1802年圆寂。